# Jean Estager
Jean Lucien Joseph Estager (* 3. August 1919 in Clermont-Ferrand; † 9. April 2002 ebenda) war ein französischer Autorennfahrer.

## Karriere
Jean Estager war als Rallye- und Rundstrecken-Rennfahrer in den 1940er- und 1950er-Jahren aktiv. Sein größter Erfolg im Rallysport war der Gesamtsieg bei der Acropolis Rally 1957 herausgefahren auf einem Ferrari 250 GT Berlinetta Pininfarina und Ehefrau Simone als Copilotin.
Auf der Rundstrecke hatte er sein erstes Antreten beim 12-Stunden-Rennen von Paris 1948, wo er gemeinsam mit Viviane Elder 28. der Gesamtwertung wurde. 1949 beendete er die Coupe du Salon in Montlhéry hinter Harry Schell als Gesamtzweiter und wurde im selben Jahr mit Henri Louveau Siebter beim 24-Stunden-Rennen von Le Mans. Seine größten Erfolge auf der Rundstrecke waren die dritten Gesamtränge beim Grand Prix de Picardie 1954 (Maserati A6GCS), dem Grand Prix des Frontières 1955 (Ferrari 750 Monza) und der Tour de France für Automobile 1958.

## Statistik

### Le-Mans-Ergebnisse
| Jahr | Team          | Fahrzeug                 | Teamkollege       | Platzierung | Ausfallgrund |
| ---- | ------------- | ------------------------ | ----------------- | ----------- | ------------ |
| 1950 | Henri Louveau | Delage Type D 6-3 Litres | Henri Louveau     | Rang 7      |              |
| 1951 | Team Renault  | Renault 4CV 1063         | Jean-Louis Rosier | Ausfall     | Unfall       |